# Nakarczek (zbroja końska)

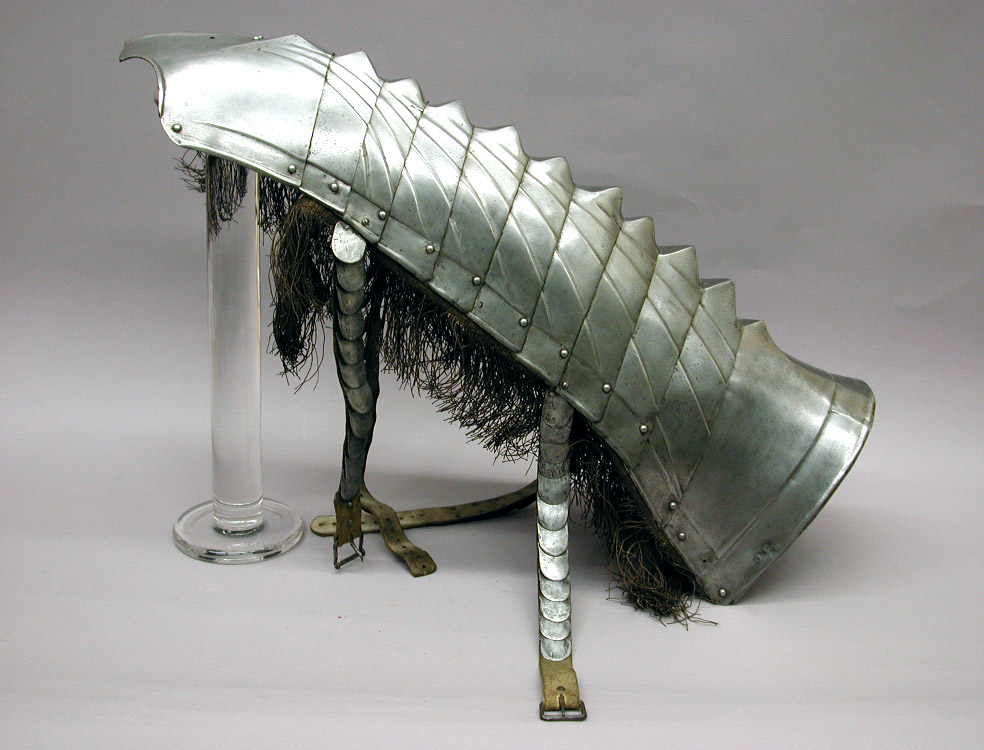
Nakarczek płytowy, XV-XVI w.

Nakarczek – element zbroi końskiej, chroniący szyję konia przed zranieniem w czasie walki.

## Charakterystyka
Pierwsze nakarczki płytowe robiono z kilku płyt przyczepionych do kropierza, co znacznie ograniczało ruchy konia, więc ostatecznie wykonywano go jako folgowy.
W wersji lekkiej nakarczek chronił tylko górną część szyi konia. Składał się z płytek połączonych nitami. Od spodu zazwyczaj uzupełniano go kolczugą. Mocowany do naczółka i szyi pasami. Wersja pełna chroniła całą szyję konia; składała się z górnej i dolnej połówki.
Nakarczek w zbroi łuskowej to płat zbroi wokół szyi; związany lub spięty pasami z przodu lub z tyłu szyi.

## Galeria

Lekki nakarczek o ażurowej budowie, obejmujący wierzch szyi
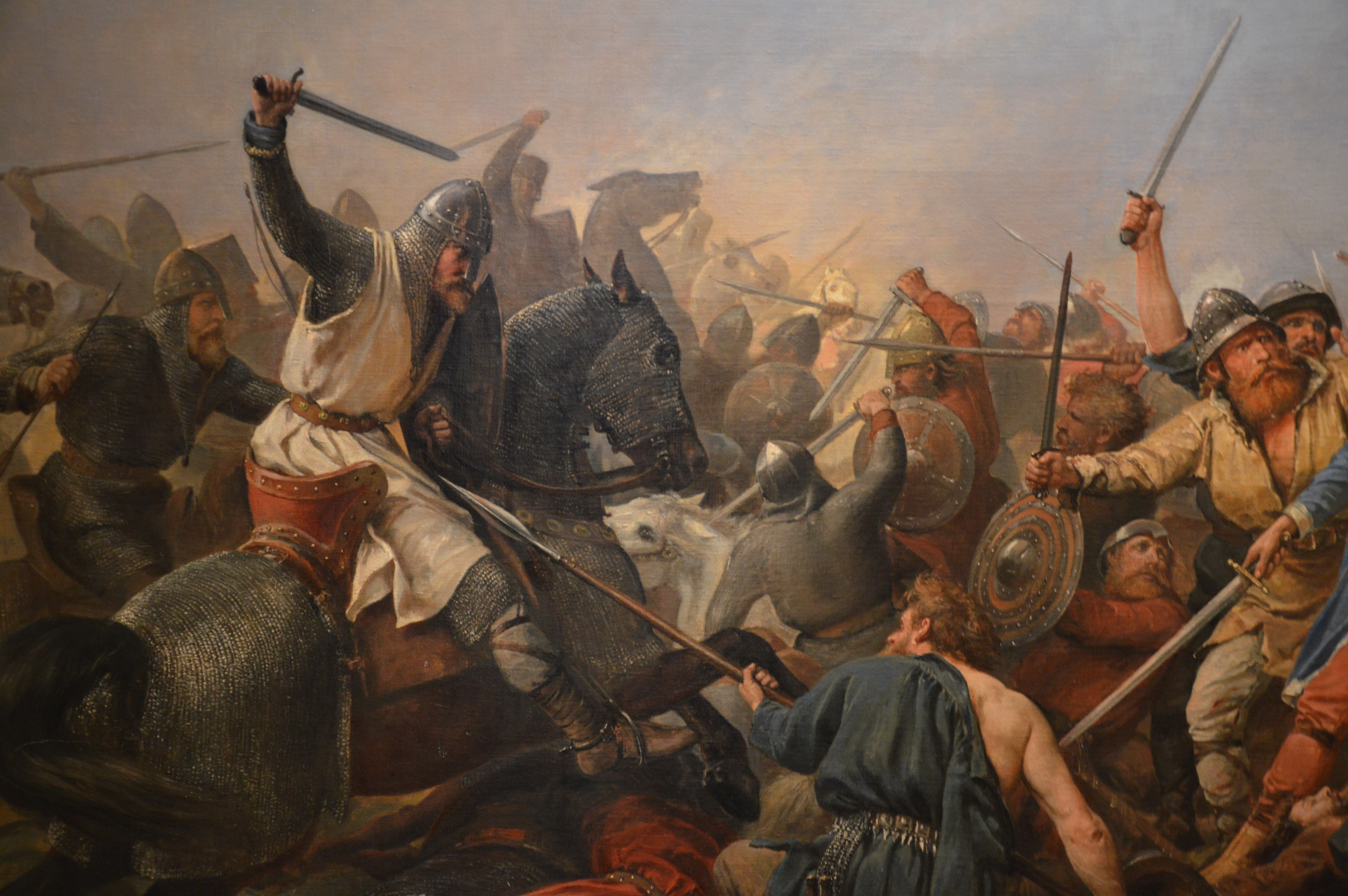
Koń w kolczudze. Widoczny nakarczek połączony z naczółkiem, przypięty paskami
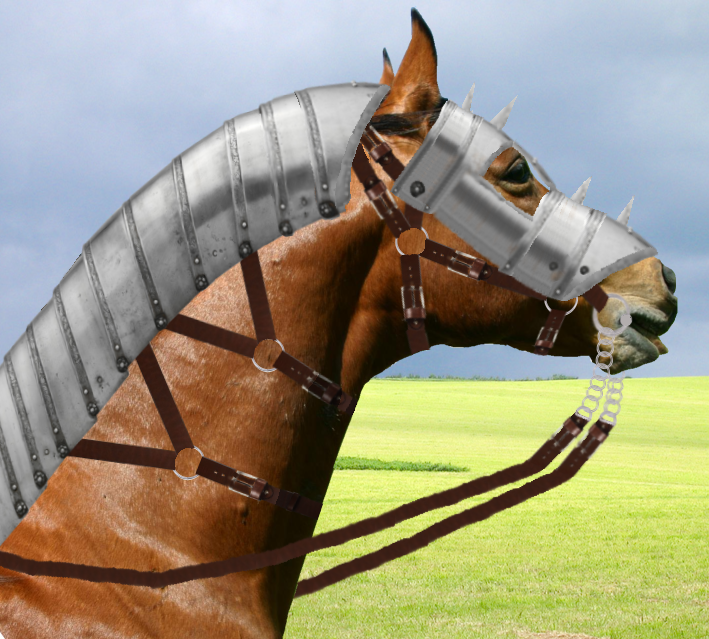
Koń w lekkim nakarczkiem i naczółkiem. Widoczne paski mocujące
Pełen nakarczek z naczółkiem, odsłonięty fragment chroniono kolczugą(brak na zdjęciu)
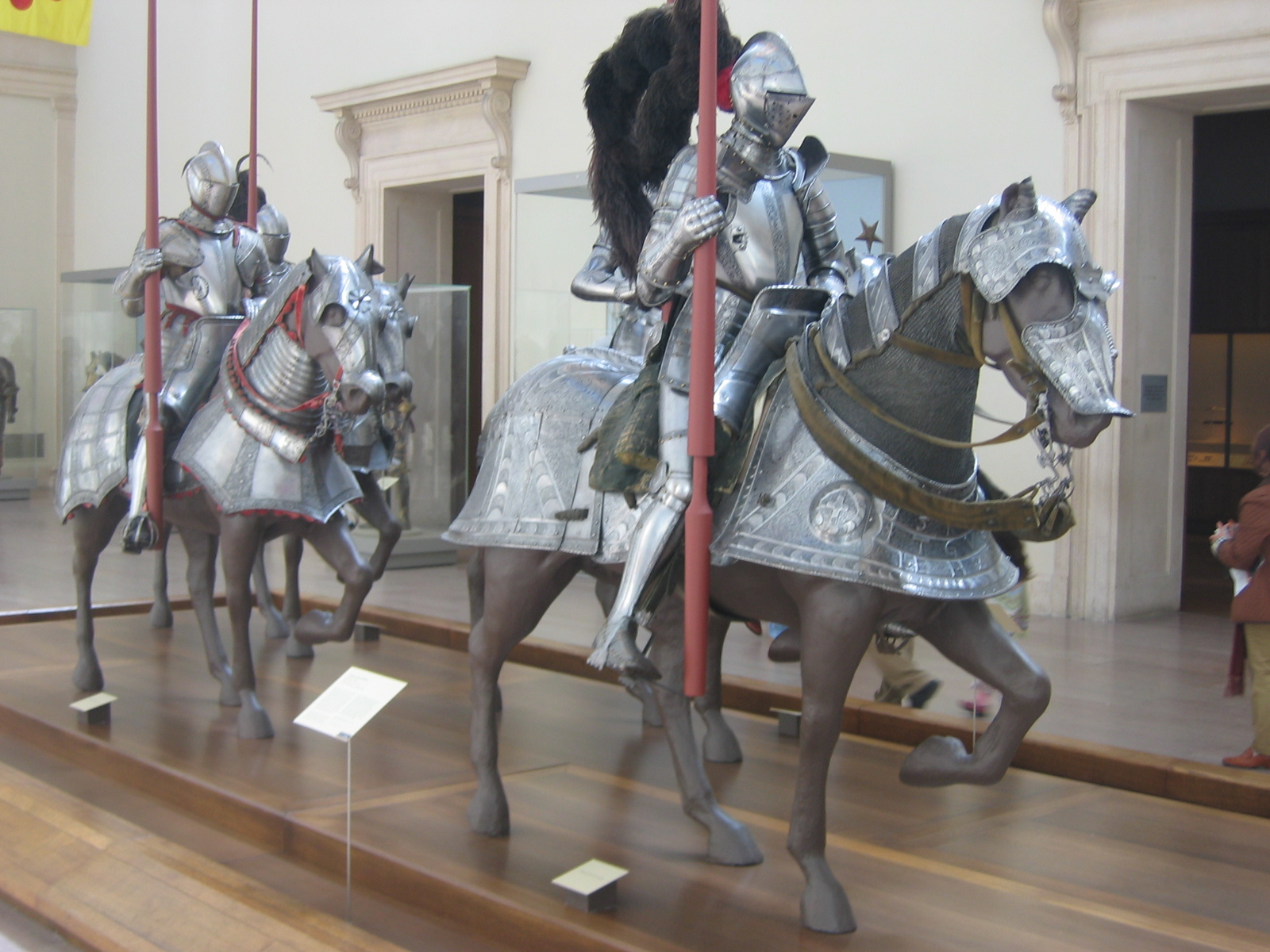
Na pierwszym planie koń w lekkim nakarczku, z lewej w pełnej wersji
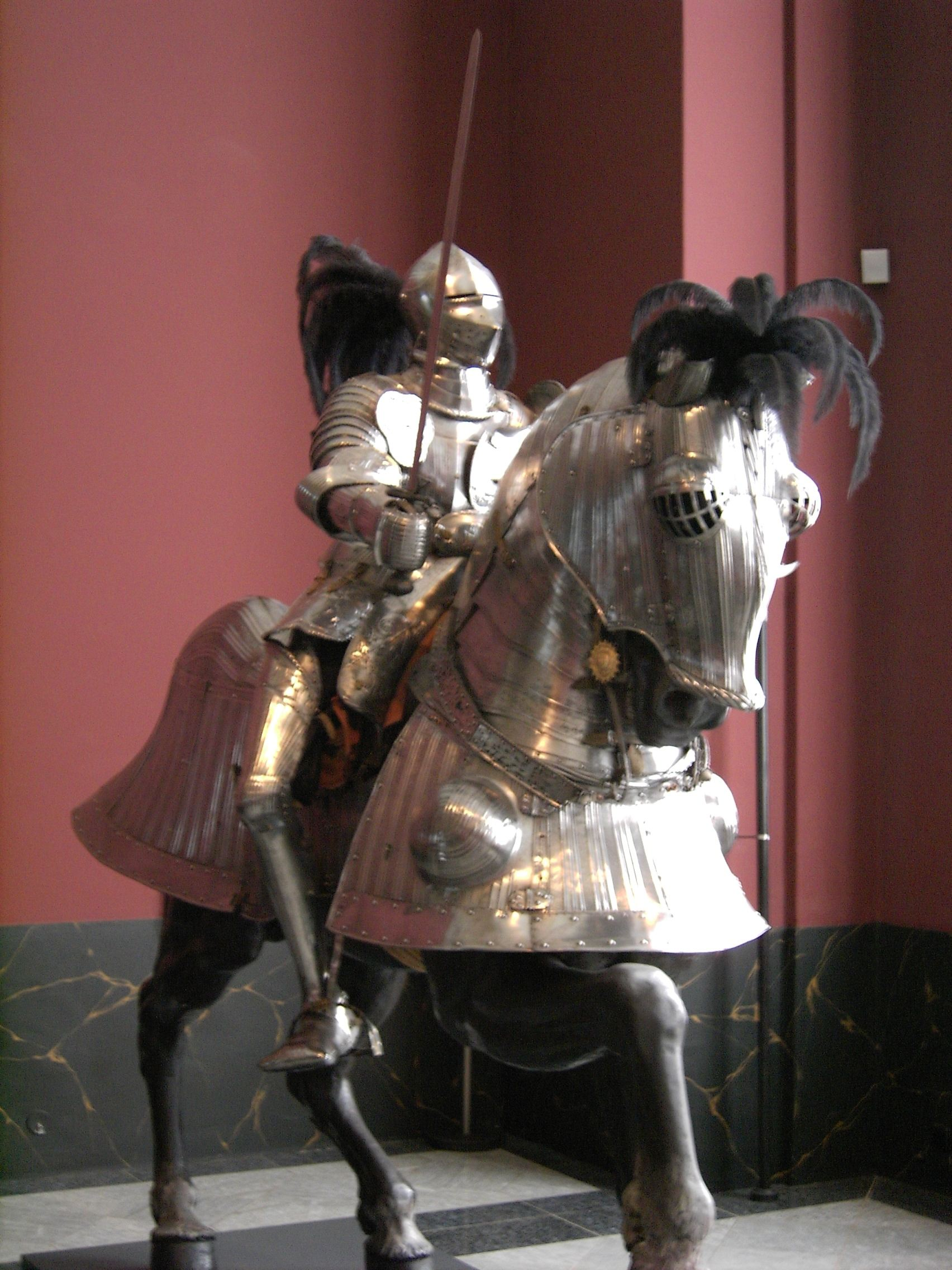
Koń w pełnym nakarczku folgowym, wzmocnionym płytami policzkowymi z naczółka
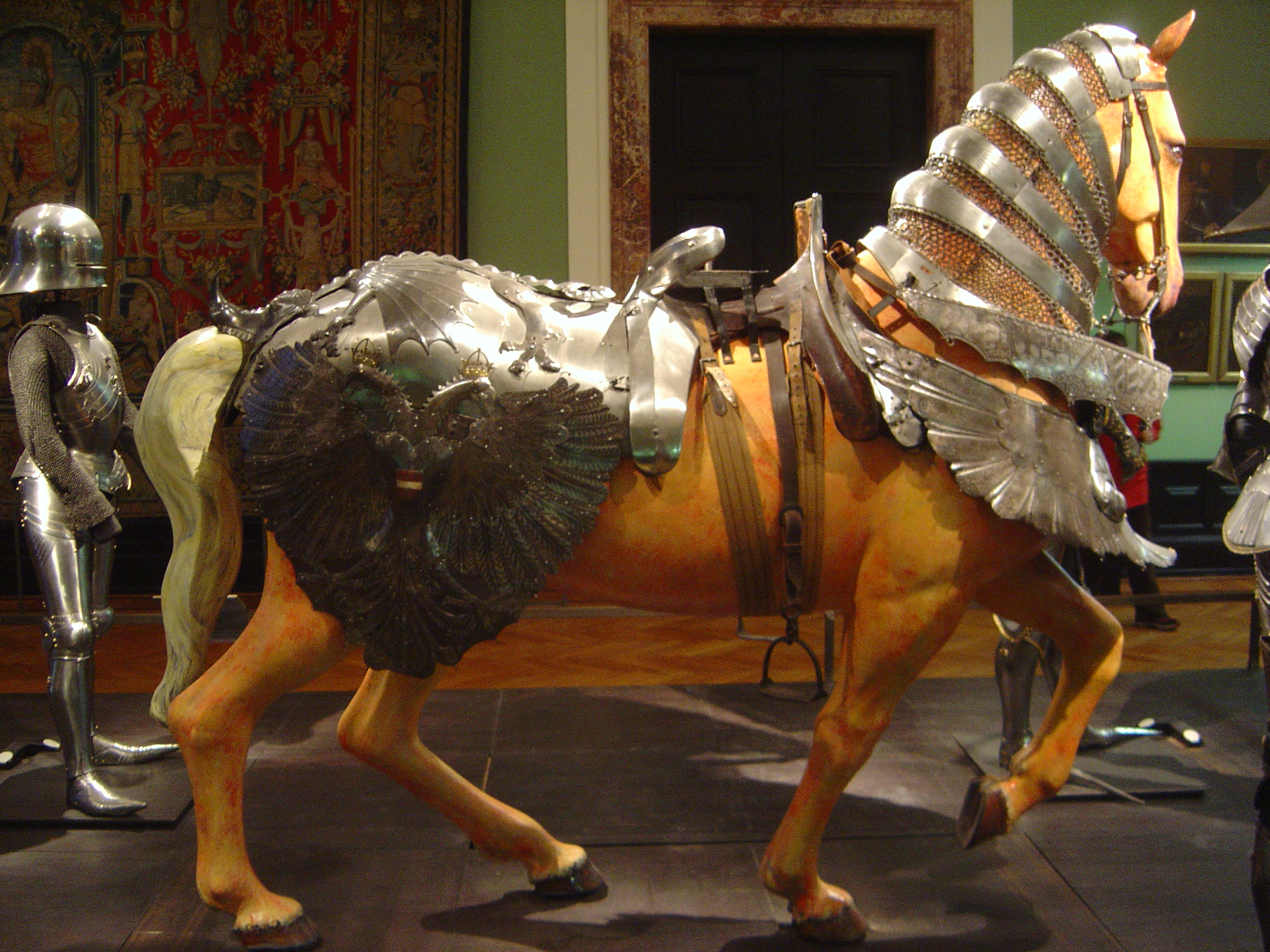
Niekompletna zbroja końska – widoczny lekki naczółek folgowo-kolczugowy